# Tractats de Roma del 1941
|  | Per a altres significats, vegeu «Tractat de Roma (desambiguació)». |

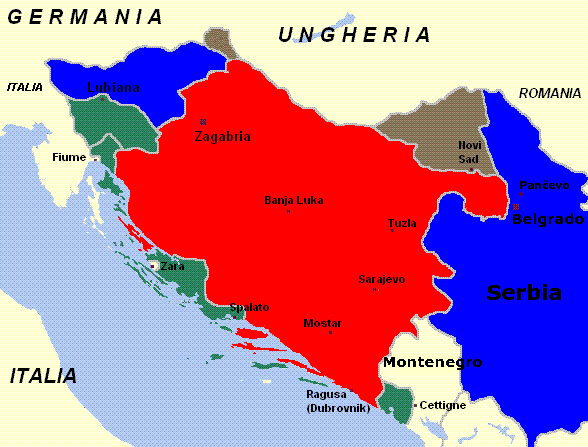
Mapa del desmembrament de Iugoslàvia el 1941. El verd indica les àrees annexionades per Itàlia (la "Governació de Dalmàcia" i a nord la "Província de Lubiana"); el roig aquelles constituents per la Croàcia ústaixa de Pavelic; el blau les àrees ocupades per Alemanya i el marró per Hongria

Els Tractats de Roma van ser signats el 18 maig 1941, entre el Regne d'Itàlia i el recentment constituït Estat Independent de Croàcia, d'ara en endavat aliat de les potències de l'Eix. El nou acord diplomàtic delimitava les fronteres entre els dos països, confirmava el repartiment d'Eslovènia entre la Itàlia feixista i l'Alemanya nazi i assignava la Dalmàcia a Itàlia. De la mateixa manera, el tractat pressuposava la debellatio del Regne de Iugoslàvia.

## L'atac a Iugoslàvia
El 6 abril del 1941 Itàlia i Alemanya van agredir conjuntament el Regne de Iugoslàvia, amb el pretext de reprimir el cop d'Estat probritànic que pocs dies abans, el 25 març, s'havia produït a Belgrad. Arran d'aquest cop, causat per l'adhesió de Iugoslàvia al Pacte Tripartit liderat per les potències feixistes, el príncep regent Pau era substituït pel jove rei Pere II i s'instaurava un nou govern dirigit pel general Dušan Simović. Davant les pretensions del nou cap de govern d'abandonar l'aliança amb les potències de l'Eix i la reacció airada del dictador alemany, A. Hitler, el 10 d'abril començava la invasió de Iugoslàvia amb el suport de l'ex+èrict hongarès i búlgar, aliats de l'Alemanya nazi. Un any i escaig abans, el gener del 1940, ja s'havien celebrat una sèrie de trobades entre el ministre d'afers exteriors italià, Galeazzo Ciano, i Ante Pavelić, cap del moviment independentista croata per projectar els plans d'insurrecció que legitimessin una intervenció italiana. Efectivament, el mateix dia que es produïa l'atac ítalo-alemany, Ante Pavelić proclamava l'Estat Independent de Croàcia del qual se'n posa al capdavant com a primer ministre.
El 17 abril 1941, el comandament militar iugoslau va signar la rendició incondicional que hauria entrat en vigor l'endemà. Tanmateix, alguns sectors monàrquics serbis provinents del derrotat exèrcit iugoslau i, sobretot, els partisans comunistes liderats per Josip Broz Tito, d'origen croata i eslovè per part de pare i mare, respectivament, van prosseguir la resistència en les zones muntanyoses del país.
Un cop derrotada Iugoslàvia, les potències de l'Eix comencen immediatament a establir unes noves fronteres per tal d'establir un nou ordre territorial als Balcans. El que suscitarà majors controvèrsies serà els límits territorials de la Dalmàcia. Finalment el Tractat de Roma estipularà que Dalmàcia seria repartida entre la Itàlia feixista i l'Estat Independent de Croàcia. El primer s'apoderava de la Dalmàcia setentrional amb la ciutat de Spalato, les Boques de Cattaro i la major part de les illes. Per a Croàcia restaven la Dalmàcia meridional amb Ragusa (Dubrovnic), tot i que estarà sota ocupació militar italiana entre 1941 i 1943, les illes de Pago, Brazza i Lesina.

## Nul·litat del Tractat
Amb la signatura del Tractat de París del 1947, Itàlia i Iugoslàvia van posar la fi definitiva a l'estat de guerra que estava vigent entre elles, i implícitament donaven com a nuls els acords presos en el Tractat de Roma del 18 maig 1941 en tant que s'havia establert amb una autoritat, la ústaixa croata, desproveïda de tota legitimitat.